# 가네토 리에
가네토 리에(金藤理絵, 1988년 9월 8일 ~ )는 평영을 주종목으로 하는 일본의 수영 선수이다. 2014년 인천 아시안 게임 여자 평영 200m 경기에서 2분21초92를 기록하며 은메달을 획득했다.
2016년 리우데자네이루 올림픽 여자 평영 200m 경기에서 금메달을 획득했다. 이 종목 일본 선수로는 바르셀로나 올림픽 이와사키 쿄코 이후 24년만의 금메달이다.